# أي بينك
أي بينك (بالإنجليزية: Apink)‏ (الكورية: 에이핑크) هي فرقة موسيقية من كوريا الجنوبية، تشكلت في عام 2011، ومكونة من ستة فتيات. الفرقة أٍسست برعاية شركة كيوب إنترتينمنت. وتتألف الفرقة من بارك تشو رونغ، يون بومي، جونغ إيون جي، سون نا أون، كيم نام جو، اوه ها يونغ. وهونغ يو كيونغ التي تركت المجموعة في أبريل/ نيسان عام 2013 لتركز على دراستها.

## برنامج Apink News
برنامج أي بينك نيوز برنامج يعرض فيه فتيات أي بينك، ويحتوي على ثلاثة أجزاء. فيه تصور قصصهن اليومية التي يقضينها قبل ترسيم الفرقة وبعد ترسيمها. في البرنامج نتعرف على شخصياتهن عن قرب وعلى مواهبهن وتجاربهن في البرنامج. وأيضاً على أهداف الفتيات وكيف حققنها، برنامج فكاهي وممتع وبريء.

## معلومات عن عضوات أي بينك
| الاسم          | الاسم عند الولادة | تاريخ الميلاد | الموقع في الفرقة                      |
| -------------- | ----------------- | ------------- | ------------------------------------- |
| بارك تشو رونغ  | بارك تشو رونغ     | 1991/03/03    | قائدة الفرقة، مغنية راب.              |
| جونغ إيون جي   | جونغ هاي ريم      | 1993/08/18    | المغنية الرئيسية.وجه الفرقة.          |
| يون بو مي      | يون بو مي         | 1993/08/13    | راقصة رئيسية، مغنية راب.              |
| سون نا أون     | سون نايون         | 1994/02/21    | مغنية، مظهر الفرقة.                   |
| كيم نام جو     | كيم نام جو        | 1995/04/15    | المغنية الرئيسية الثانية.             |
| اوه ها يونغ    | اوه ها يونغ       | 1996/07/19    | ماكني الفرقة.مغنية ثانوية. مغنية راب. |
| العضوة السابقة |                   |               |                                       |
| هونغ يو كيونغ  | هونغ يو كيونغ     | 1994/09/22    | مغنية.                                |

## اسم نادي المعجبين
كأية فرقة أخرى في الكيبوب، لدى إي-بينك اسم لنادي معجبيهن. المعجبون يلقبون أنفسهم بـ «بينك باندا» أو «باندا وردي» باختصار «باندا».
ويعود سبب التسمية لسببين:
أولهما هو أن كلمة معجب في اللغة الكورية "팬" (بين) تتشابه لفظا مع المقطع الأول في كلمة باندا في اللغة الكورية.
السبب الثاني هو أول مديرة أعمال لهن لُقبت بـ «كونغ فو باندا» (شاهد ايبينك نيوس لتفاصيل أوفى).

## روابط خارجية
- أي بينك على موقع IMDb (الإنجليزية)
- أي بينك على موقع ميوزك برينز (الإنجليزية)
- أي بينك على موقع أول ميوزيك (الإنجليزية)
- أي بينك على موقع ديسكوغز (الإنجليزية)